# Sprickorna i muren
Sprickorna i muren är en svensk dramafilm från 2003 baserad på Lars Gustafssons roman Yllet.

## Handling
Lars avbryter sin doktorandstudier i matematik i Uppsala och tar i stället jobb som lärare i ett brukssamhälle. När han upptäcker att en av hans elever är ett matematiskt snille får han lusten tillbaka.

## Om filmen
Filmen hade premiär den 14 februari 2003 och är tillåten från sju år.

## Rollista
- Magnus Krepper - Herdin
- Sverrir Gudnason - Jonny
- Johanna Lazcano Osterman - Claire
- Ann-Sofie Rase - Ingrid
- Tord Peterson - morbror Ebbeling
- Anders Palm - pappan
- Eva Fritjofson - mamman
- Rolf Lydahl - rektor Wedelin
- Henrik Lundström - Degen
- Statister från Västmanland
- Elever från Carlforska skolan, Västerås
- Bandyspelare från Hammarby IF Bandyförening

## Musik i filmen
- Vespro della Beata Vergine. Nigra sum, musik Claudio Monteverdi
- Vespro della Beata Vergine. Pulchra es, amica me, musik Claudio Monteverdi
- Hog Farm, text, musik och sång Pugh Rogefeldt
- Surabaya Johnny, musik Pugh Rogefeldt, svensk text Anders Aleby, sång Pugh Rogefeldt
- Jag har en guldgruva, text, musik och sång Pugh Rogefeldt
- Jag är en liten pojk, musik Pugh Rogefeldt, text Pugh Rogefeldt och Bernt Staf, sång Pugh Rogefeldt
- Mucho gusto, musik Percy Faith
- Staten och kapitalet, text och musik Leif Nylén